# Storhamar kyrka
Storhamar kyrka (norska: Storhamar kirke) är en kyrkobyggnad i staden Hamar, Hamars kommun i Innlandet fylke i Norge.

## Kyrkobyggnaden
Kyrkan med församlingslokaler uppfördes år 1975 efter ritningar av arkitekt Willy Sveen. 5 oktober 1975 ägde invigningen rum. I kyrkorummet ryms 380 personer.

## Inventarier
- Altartavla, mässhakar och textilier är utförda av Tove Tandberg Krafft. Altartavlan i batik har titeln "Kristus världens ljus".
- På vänstra väggen hänger ett krucifix.
- Predikstolen är av furu.
- Dopfunten är ett stenblock och ovanpå detta är ett dopfat placerat.
- Orgeln är tillverkad av J.H. Jørgensen.